# Culicoides palawanensis
Culicoides palawanensis är en tvåvingeart som beskrevs av Mercedes Delfinado 1961. Culicoides palawanensis ingår i släktet Culicoides och familjen svidknott. Inga underarter finns listade i Catalogue of Life.